# Орбитална хибридизация
Орбиталната хибридизация е химическа идея, според която в хода на химичното взаимодействие част или всички валентни атомни орбитали на даден атом се смесват (уеднаквяват, хибридизират).

## Същност
При хибридизация става уеднаквяване на атомните орбитали. Това се извършва при близки стойности на енергиите на s-,p-, а в някои случаи и на d-орбиталите. При тези орбитали състоянието на валентните електрони може да се опише не с чисти s-, p- и d-, а със смесени, или хибридни вълнови функции, които представляват линейна комбинация от собствените им функции. Енергията на получените хибридни орбитали е средноаритметична на енергията на изходните АО, така че общата енергия на атома не се променя. При хибридизация става изменение и на формата на електронния облак. Той е асиметричен – има по-голяма протяжност от едната страна на ядрото по направление на съседните атоми, отколкото от другата страна. Благодарение на това се постига по-пълно припокриване на електронните облаци на централния атом с тези атоми. Затова химичните връзки, образувани с хибридни орбитали, са по-здрави. При реакцията става и преместване на електрони от една на друга орбитала и атомът се намира във възбудено, валентно състояние. Този процес е придружен с поглъщане на енергия и се нарича промотиране. Енергията, необходима за промотирането, се получава от енергията на образуването на химичните връзки. Например за прехода на един електрон от 2s-орбитала на въглеродния атом на 2p-орбитала е нужна енергия около 400 kJ/mol-1. Тя се компенсира от енергията на образуването на CH4 – 895 kJ/mol-1. Трябва да се разграничи стадият на преминаване на атома във възбудено състояние от стадия на хибридизация. Първият действително се извършва при използване на енергия. Хибридизацията не е следствие от възбуждането на атома. Тя не е физичен процес, а постулат, служещ само за обяснение на експериментално наблюдаваните еквиваленти връзки и равенството на ъглите между тях – например тетраедричните връзки на CH4 се получават не вследствие на хибридизацията на АО при въглеродния атом преди припокриването им с 1s-орбиталите на водородните атоми, а по време на реакцията, защото тяхното образуване е термодинамически по-изгодно, отколкото да се образуват три еднакви връзки на основата на p-орбиталите и една, различна от тях, на основата на s-орбиталата. Теорията на валентните връзки обяснява този опитен факт с помощта на хипотетичния механизъм хибридизация. Понятията хибридизация и хибридни орбитали са молекулни понятия.

## Видове хибридизация

### sp-хибридизация (дигонална)
В този случай се хибридизират само една s- и една p-атомна орбитала. Получават се две хибридни орбитали с форма на неправилни ротационни осморки, които сключват помежду си ъгъл от 180°. Пример за такава хибридизация е Be в молекулата на BeCl2.
Таква хибридизация е характерна и за Be в BeI2, BeBr2, за Hg в живачните дихалогениди, за въглеродните атоми, свързани чрез тройна връзка в молекулите на алкини, както и за C в молекулата на CO2.

### sp2-хибридизация (тригонална)
Хибридизират една s- и две p-атомни орбитали. Трите нови хибридни орбитали са в една равнина и сключват помежду си ъгъл от 120°. Пример е молекулата на BF3. Други молекули, в които централните атоми са в sp2-хибридно състояние, са SO2 и въглеродните атоми, свързани чрез двойна връзка в молекулите на алкените.

### sp3-хибридизация (тетрагонална)
При нея си взаимодействат една s- и три p-орбитали. Четирите нови sp3-хибридни орбитали са насочени към върховете на правилен тетраедър, като ъгълът между тях е 109,5°. Типичен пример е молекулата на метана. В молекулата на водата кислородният атом също е в sp3-хибридно състояние, но две от четирите хибридни орбитали са заети с по една готова електронна двойка и не участват в образуването на химични връзки. Поради нееднаквото участие в образуването на връзки на четирите sp3-хибридни орбитали ъгълът е деформиран на 104°48′. Подобен е случаят с азотния атом в молекулата на амоняка. При нея една от четирите sp3-хибридни орбитали на азотния атом е заета от готовата му електронна двойка и не участва в образуването на химична връзка. Ето защо ъгълът е по-леко деформиран (107,5°) в сравнение с този на правилния тетраедър.

### sp3d-хибридизация
Образуват се пет хибридни орбитали, които не са напълно равностойни. Три от тях лежат в една равнина, като сключват помежду си ъгъл от 120°, а другите две са перпендикулярни на тази равнина. В пространството хибридните орбитали са насочени към върховете на тригонална бипирамида. Такава е хибридизацията на фосфорния атом в молекулата на PCl5, на молибдена в MoCl5 и на желязото в Fe(CO)5.

### sp3d2-хибридизация
Такава хибридизация е характерна за атомите на сярата в SF6, като в хода на химичното взаимодействие и образуването на връзките сярата преминава във възбудено състояние. Получените шест sp3d2-хибридни орбитали са насочени към върховете на правилен октаедър и сключват помежду си ъгъл от 90° и са енергетично равностойни